# Ahmad Ghazali
Ahmad Ghazali (Tus, 1061 ca. – Qazvin, 1126) è stato un teologo persiano.

## Biografia
[Le notizie sulla sua vita sono scarne e frammentarie.] Fratello minore del celebre teologo Abu Hamid al-Ghazali (1058-1111), Ahmad Ghazali nacque a Tus intorno al 1061 e visse a cavallo tra il sec. XI e XII a Baghdad e in alcune città persiane, morendo (pare) a Qazvin intorno al 1126. Insegnò le scienze religiose nella Nizamiyya (a Baghdad), la più celebre università dell'Islam medievale, ove godette del patronato della classe dirigente politico-religiosa; succedendo al fratello quando questi, a seguito di una crisi mistica, abbandonerà l'insegnamento.

## L'opera
Autore di vari trattati di argomento mistico-teologico (scritti in arabo), è noto soprattutto come teorico dell'amore mistico, di cui ne illustrò i fondamenti in un breve densissimo trattato (vergato in prosa persiana mista a versi), destinato a grande fortuna nel medioevo islamico: Sawanih al-'Ushshaq ('I casi degli amanti'  o 'Le occasioni degli amanti'). Quest'opera verrà tradotta e commentata in tutta l'ecumene musulmana, dalla Istanbul ottomana sino alla Delhi dei Moghul.
Sempre in arabo, infine, sono alcuni celebri sermoni (probabilmente trascritti dai discepoli) nei quali è rivalutato il ruolo di Iblīs (nome di Satana nel Corano), inopinatamente elevato a campione del monoteismo.

## Opere di riferimento sulla letteratura persiana
- E.G. Browne, A Literary History of Persia, 4 voll., Cambridge 1951-53 (più volte ristampato)
- Jan Rypka, A History of Iranian Literature, Reidel Publishing Company, London 1968
- A. J. Arberry, Classical Persian Literature, London 1958
- A.Pagliaro-A.Bausani, La letteratura persiana, Sansoni-Accademia, Firenze-Milano 1968
- A.M. Piemontese, Storia della letteratura persiana, 2 voll.,< Fratelli Fabbri, Milano 1970
- C.Saccone, Storia tematica della letteratura persiana classica vol. I: Viaggi e visioni di re sufi profeti, Luni, Milano-Trento 1999; vol. II: Il maestro sufi e la bella cristiana. Poetica della perversione nella Persia medievale, Carocci, Roma 2005;  vol. III: Il re dei belli, il re del mondo. Teologia del potere e della bellezza nella poesia persiana medievale, Aracne, Roma 2014

## Traduzioni italiane
- Ahmad Ghazali, Delle occasioni amorose, a cura di C. Saccone, Carocci, Roma 2007